# Hermann Löher
Hermann Löher, född 1595 i Münstereifel, död den 12 november 1678 i Amsterdam, var en tysk skriftställare, känd för sina verk mot häxförföljelsen.